# Washington Office on Latin America
La Washington Office on Latin America (WOLA) è un'organizzazione statunitense, no-profit e non governativa, il cui scopo è quello di tutelare i diritti umani e le condizioni socio-economiche dell'America Latina.

## Storia
Fu fondata nel 1974 da eminenze ecclesiastiche statunitensi, con l'intenzione di aiutare la popolazione cilena colpita dal golpe di stato del 1973. In origine, l'organizzazione dava rifugio alle vittime delle violazioni dei diritti umani perpetrati dalla dittatura militare e collaborava con le istituzioni per favorire l'uguaglianza sociale nei paesi latinoamericani.

## Premio WOLA
Il Premio WOLA, istituito nel 2006, viene assegnato annualmente a soggetti e a organizzazioni che durante l'anno trascorso si sono distinti per il loro lavoro a sostegno dei diritti umani. La cerimonia di premiazione si svolge alla fine del mese di ottobre.